# Podorašje
Podorašje (en cyrillique : Подорашје) est un village de Bosnie-Herzégovine. Il est situé dans la municipalité de Srebrenik, dans le canton de Tuzla et dans la fédération de Bosnie-et-Herzégovine. Selon les premiers résultats du recensement bosnien de 2013, il compte 1 084 habitants.

## Démographie

### Évolution historique de la population dans la localité
| 1948 | 1953 | 1961 | 1971 | 1981 | 1991  | 2013  |
| ---- | ---- | ---- | ---- | ---- | ----- | ----- |
| -    | -    | 475  | 761  | 870  | 1 191 | 1 084 |

|  |

### Communauté locale
En 1991, la communauté locale de Podorašje comptait 2 291 habitants, répartis de la manière suivante :